# American Dragon: Jake Long - Rise of the Huntsclan
American Dragon: Jake Long - Rise of the Huntsclan est un jeu vidéo de type beat them all développé par WayForward Technologies et édité par Buena Vista Games, sorti en 2006 sur Game Boy Advance.
Il est adapté de la série animée American Dragon: Jake Long.

## Accueil
- IGN : 6/10[1]